# Amphiuma tridactylum
Amphiuma tridactylum é um anfíbio caudado da família Amphiumidae. É endémica dos Estados Unidos da América.